# Denis Gómez
Denis Gómez (La Coruña, Galicia, 24 de septiembre de 1978) es un actor de teatro, televisión y cine español. Es conocido por su papel de "Pío" en La Señora, "Litos" en El Vecino, "Mauricio" en Cuéntame cómo pasó o "Bernabé" en El sabor de las margaritas, además de diversos papeles en numerosas series de televisión nacionales y autónomicas.

## Series
- La ley del mar (2024)... como Medina
- Laura y el misterio de la novia que esperó demasiado (2023)... como Arturo
- Entrevías (2023)... como Saavedra.
- El tiempo que te doy (2021)... como Luis Miguel
- Néboa (2020)... como Roque Noguerol
- El Vecino (2019)...como Litos
- O sabor das margaridas (2018)...como Bernabé
- Vivir sin permiso (2018)...como Periodista
- Cuéntame cómo pasó (2017-2018)...como Mauricio, marido de Karina
- Conquistadores: Adventum (2017)...como Fernando de Magallanes
- Seis hermanas (2016)...como Clemente
- Serramoura (2014/2016)...como Martín
- O Faro (2013)...como Alexandre
- Gran Hotel (2012) ...como camarógrafo
- Amar en tiempos revueltos (Séptima temporada) (2011)...como Raúl
- La Señora (2009)...como Pío.
- A vida por diante (2006)...como Andrés

## Películas
| Año  | Título              | Personaje              | Notas |
| ---- | ------------------- | ---------------------- | ----- |
| 2002 | Los lunes al sol    | Muchacho transbordador |       |
| 2006 | Días azules         | Luis                   |       |
| 2009 | No estás sola, Sara | Jorge                  |       |
| 2022 | Código Emperador    | Ángel                  |       |